# Bukephalos

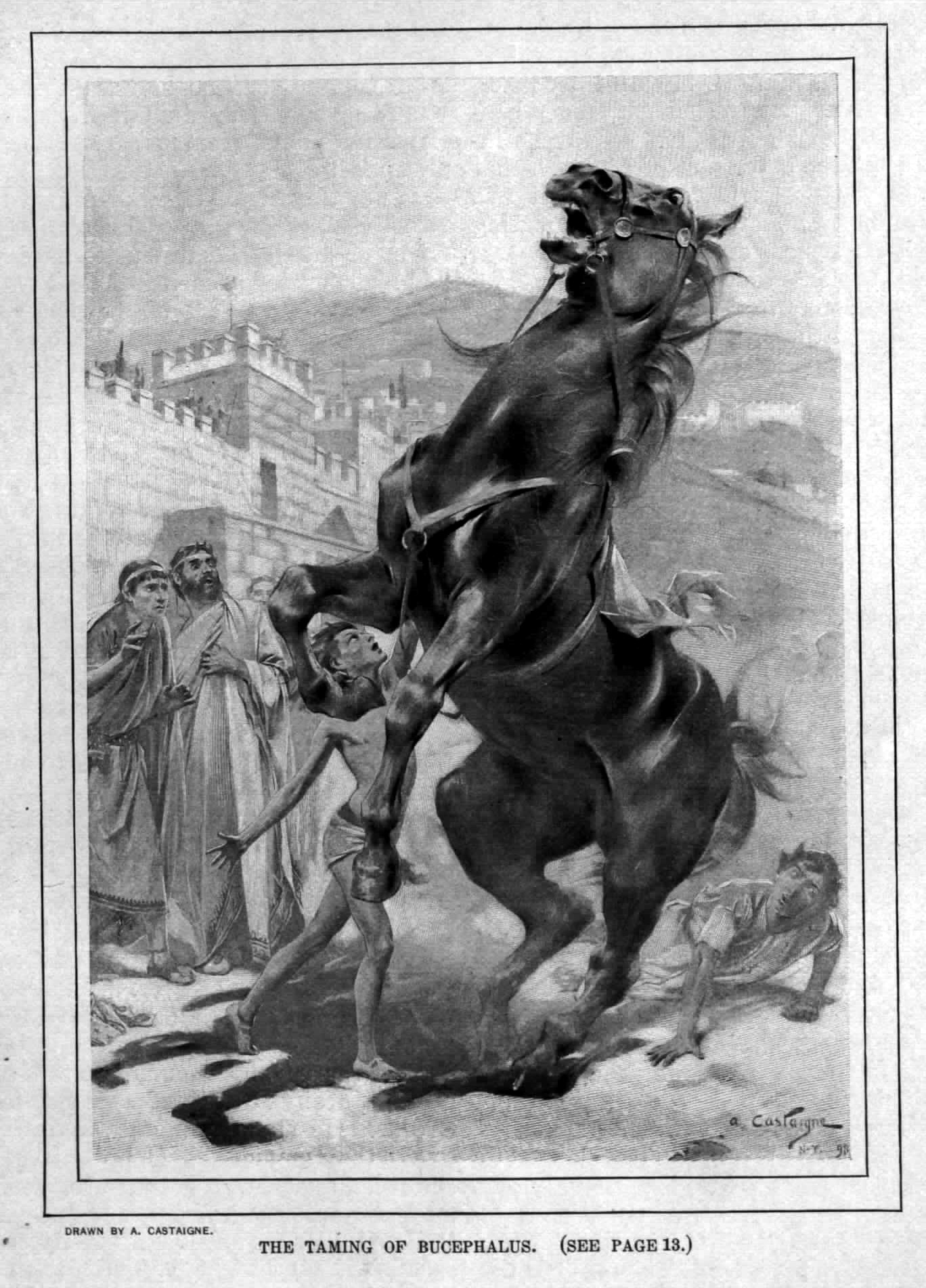
Die Zähmung des Bukephalos von André Castaigne (1888–1889)

Bukephalos (von altgriechisch βουκέφαλος bouképhalos, deutsch ‚ochsenköpfig‘; latinisiert Bucephalus) war das Streitross Alexanders des Großen. Es gilt als das bekannteste Pferd der Antike. Alexander bekam es, als er zehn oder zwölf Jahre alt war. Bukephalos lebte von etwa 355 bis Juni 326 v. Chr.

## Geschichtliche Erwähnung
Der Erzählung Plutarchs zufolge (der aber in vielen Punkten wohl weniger glaubwürdige Quellen heranzog) soll dieses Pferd Philipp II., dem Vater Alexanders, in Dion zum Kauf angeboten worden sein, doch habe niemand es zu reiten vermocht. Alexander hatte die Versuche der anderen beobachtet und festgestellt, dass das Pferd Angst vor dem Schatten von Reiter und Pferd hatte. Er stellte es so, dass es seinen Schatten nicht sehen konnte, wodurch er das Pferd reiten konnte. Philipp kaufte es für den völlig überhöhten Preis von 13 Talenten. Für den Gegenwert hätte der Monatssold für 1500 Soldaten gezahlt werden können.
Dieser Geschichte nach war Alexander auch der einzige, der dieses Pferd reiten konnte. Es begleitete ihn in allen seinen Schlachten. Das Tier soll sehr alt geworden sein, etwa 30 Jahre. Zu seinen Ehren gründete Alexander, nachdem es während der Schlacht am Hydaspes ertrunken war, auf dem Schlachtfeld die Stadt Alexandreia Bukephalos, das heutige Jhelam in der pakistanischen Provinz Punjab. Alexander beerdigte es prunkvoll und errichtete dem Pferd zu Ehren ein Denkmal am Sterbeort.
Zur Rasse, Farbe, Zeichnung und Geschlecht bestehen keine sicheren Informationen. Zum Namen Ochsenkopf sowie zur Todesursache existieren nur Vermutungen. Dem Leibpferd wurden zahlreiche Denkmäler gesetzt, so in Neapel (Alexander am Granikos), in Rom vor dem Quirinalspalast und als wesentlicher Teil des Alexander-der-Große-Denkmals in Thessaloniki. Manche Quellen bezeichnen es als Einhorn.

## Rezeption

### Literarische Erwähnung
In dem Roman Der Vorleser von Bernhard Schlink (1995) schlägt der jugendliche Protagonist Michael Berg das verdeutschte Diminutiv des Namens Bukephalos („Bukeffelchen“) als möglichen Kosenamen für Hanna Schmitz vor, mit der er eine Beziehung eingegangen ist.
In Kafkas Erzählung Der neue Advokat (1920) heißt der Protagonist Dr. Bucephalus.
In Abenteuer des Freiherrn von Münchhausen erhielt der Freiherr ein Pferd als Geschenk, das er mit einem „Lamm und Bucephal zugleich“ verglich.

### Galerie

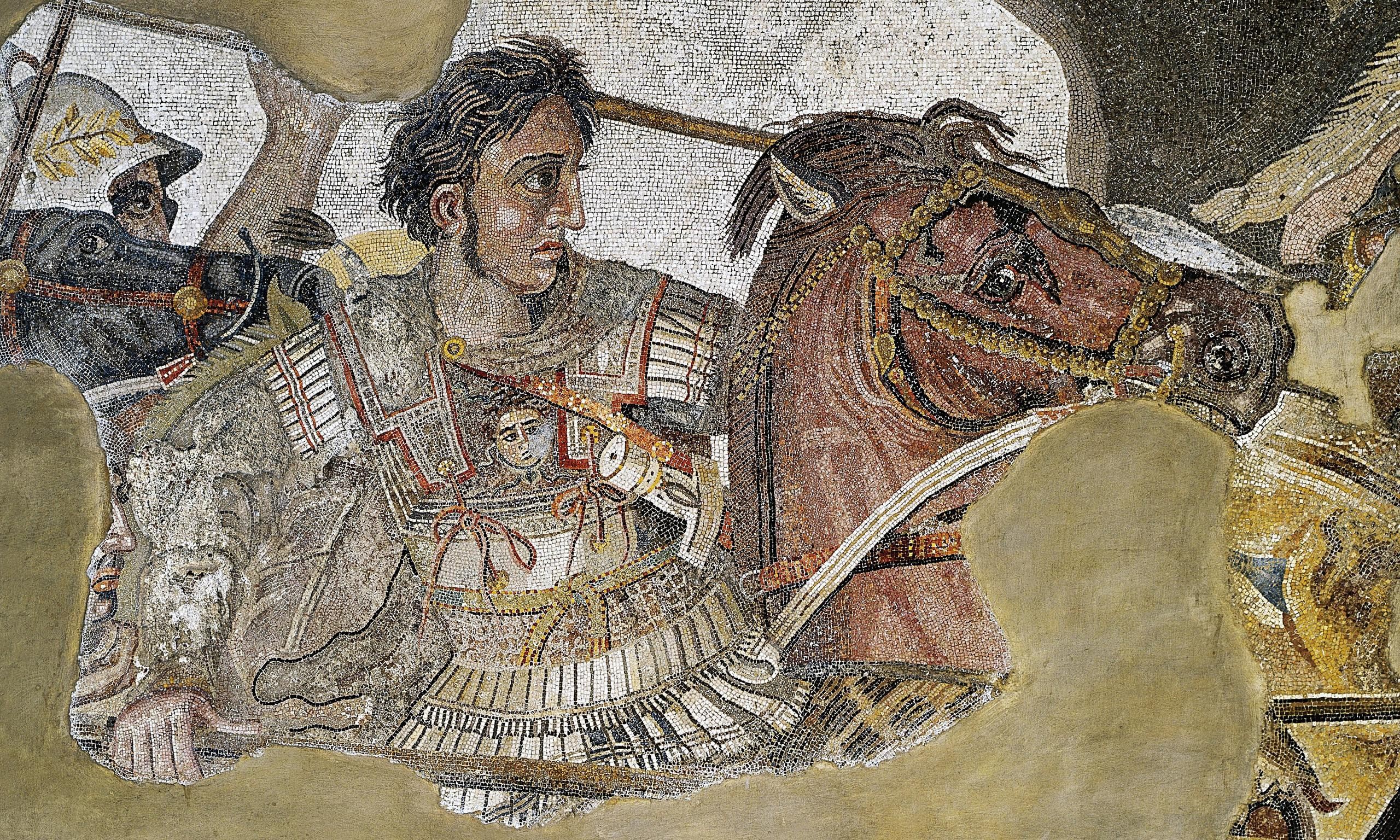
Bukephalos (Alexandermosaik, Detail)
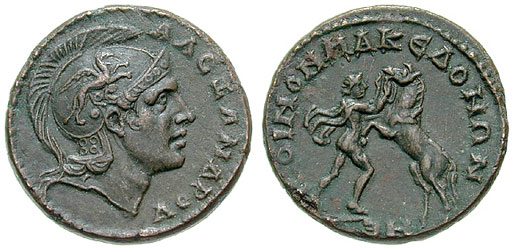
Abbildungen der beiden auf einer makedonischen Bronzemünze des Severus Alexander
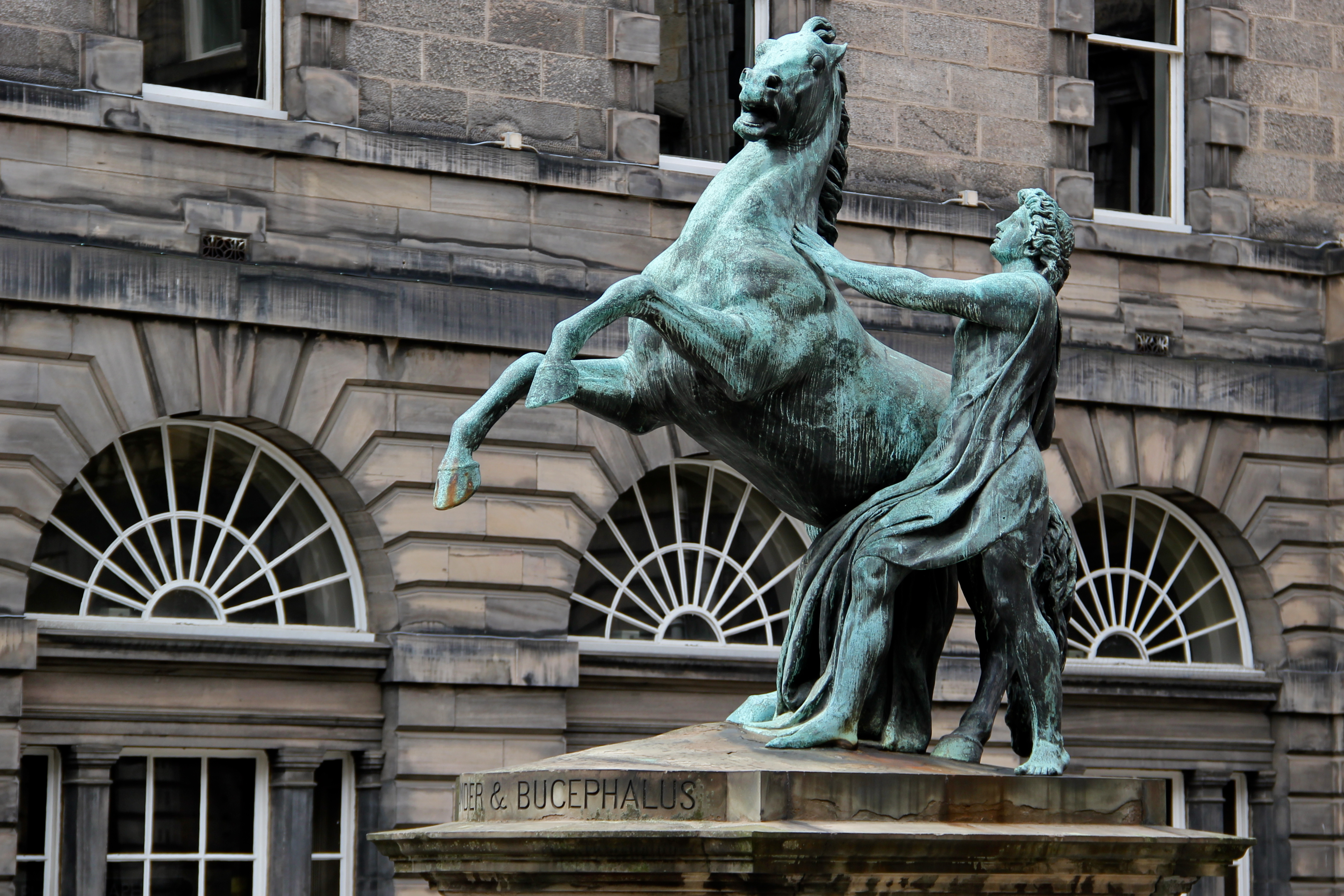
Die Zähmung des Bukephalos in Edinburgh
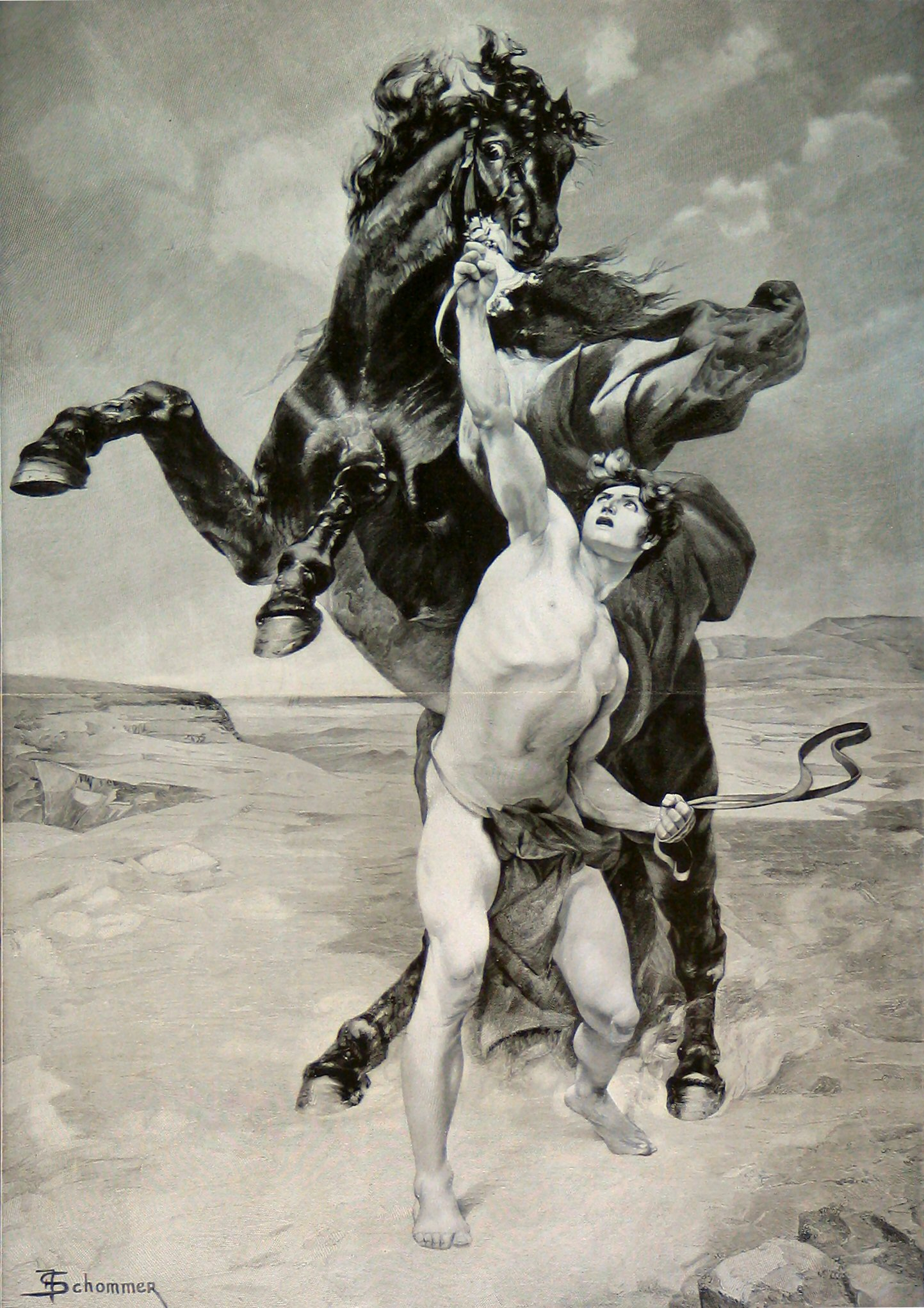
Alexander und Bukephalos, François Schommer, um 1900

## Belege
1. ↑  Wilhelm Pape, Max Sengebusch (Bearb.): Handwörterbuch der griechischen Sprache. 3. Auflage, 6. Abdruck. Vieweg & Sohn, Braunschweig 1914 (zeno.org [abgerufen am 20. Juli 2022]).
2. ↑  Karen Duve, Thies Völker: Lexikon berühmter Tiere. Eichborn, Frankfurt am Main 1997, ISBN 3-8218-0505-6, S. 108.
3. ↑  Bernhard Schlink: Der Vorleser. Roman (= Diogenes-Taschenbuch. 22953). Diogenes, Zürich 1997, ISBN 3-257-22953-4, S. 69 (Kapitel 14).
4. ↑  Gottfried August Bürger: unter anderem in Wunderbare Reisen zu Wasser und zu Lande (Text online siehe Projekt Gutenberg)